# ابراهیم فیوضات
سید ابراهیم فیوضات (۱۷ تیر ۱۳۱۲ در کازرون – ۱۹ آبان ۱۴۰۰ در تهران) جامعه‌شناس، استاد دانشگاه، نویسنده و از اعضای مؤسس انجمن جامعه‌شناسی ایران بود.

## زندگی و تحصیلات
سید ابراهیم فیوضات در ۱۷ تیر ۱۳۱۲ در محلهٔ مصلی شهر کازرون زاده شد. او در سنین کودکی پدرش را از دست داد و مشغول کار در بازار کازرون شد. در ۱۳ سالگی به شهر آبادان مهاجرت کرده و به‌عنوان کارآموز در شرکت نفت مشغول به کار شد.
فیوضات در سال ۱۳۴۳ در رشتهٔ زبان انگلیسی در دانشگاه تهران پذیرفته شد. پس از اتمام دورهٔ کارشناسی، تحصیلات خود را در رشتهٔ علوم اجتماعی در مقطع کارشناسی ارشد در همین دانشگاه ادامه داد و در سال ۱۳۵۰ موفق به کسب پذیرش از دانشگاه آکسفورد شد. اما به دلیل اشتغال در سازمان امور اداری و استخدامی نتوانست به انگلستان برود. در سال ۱۳۵۳ با استعفا از شغل خود به فرانسه رفت و مشغول تحصیل در مقطع دکتری رشته جامعه‌شناسی سیاسی در دانشگاه پاریس شد. در سال ۱۳۵۷ او توانست از رسالهٔ دکتری خود با موضوع نفوذ بیگانگان و اثرات اجتماعی اقتصادی آن در ایران دفاع کند. فیوضات به زبان‌های انگلیسی و فرانسوی مسلط بود.

## فعالیت‌ها
فیوضات در سال ۱۳۵۷ و همزمان با وقوع انقلاب به ایران بازگشت و بلافاصله به تدریس در دانشگاه شهید بهشتی (ملی سابق) پرداخت. او چندین سال مدیرگروه جامعه‌شناسی این دانشگاه بود. فیوضات در سال ۱۳۷۰ به همراه جمعی از اساتید جامعه‌شناسی کشور، انجمن جامعه‌شناسی ایران را پایه‌گذاری کرد.

## درگذشت
فیوضات پس از تحمل یک دوره طولانی بیماری در ۱۹ آبان ۱۴۰۰ در تهران درگذشت.